# Скуби-Ду: Големият студ
„Скуби-Ду: Големият студ“ (на английски: Chill Out, Scooby-Doo!) е  е директен към DVD анимационен филм от 2006 година, и е единадесетият филм от директните към видео филмовата поредицата „Скуби-Ду“, продуциран е от Warner Bros. Animation (в който е изполвано логото на Хана-Барбера в края на филма и като авторско право), в който започна през 2006 г. Посветен е на Ивао Такамото, който почина по време на създаването на филма. Филмът е пуснат на 4 септември 2007 г. на DVD. Това беше последният директен към видео филм на „Скуби-Ду“, в който Джоузеф Барбера е участвал в него (но не е посветен в него, вместо това, „Том и Джери: Лешникотрошачката“ се погрижи за посвещаването му).

## Озвучаващ състав
- Франк Уелкър – Скуби-Ду и Фред Джоунс
- Кейси Кейсъм – Шаги Роджърс
- Грей Делайл – Дафни Блейк
- Минди Кон – Велма Динкли
- Джеймс Сие – Пемба Шерпа
- Джеф Бенет – Дел Чилман/Пилотът
- Рене Обержоноа – Алфонс Лафльор
- Алфред Молина – Професор Джефрис
- Ки Май Гест – Минга Шерпа
- Джеймс Хонг – Главният Лама

## В България
В България филмът първоначално е излъчен през 2012 г. по bTV. Прави многократни излъчвания по Cartoon Network.